# Natalja Gavrilova
Natalja Viktorovna Gavrilova (Russisch: Наталья Викторовна Гаврилова) (Sverdlovsk, 11 september 1978) is een voormalige Russisch basketbalspeelster die uitkwam voor het nationale team van Rusland.

## Carrière
Gavrilova begon haar prof carrière bij UMMC Jekaterinenburg in 1995. Met die club won Gavrilova twee keer het Landskampioenschap van Rusland in 2002 en 2003. In Oostenrijk speelde ze vier seizoenen voor WBC Raiffeisen. Ze werd twee keer tweede om het Landskampioenschap van Oostenrijk in 2009 en 2010. Ze werd twee keer Bekerwinnaar van Oostenrijk in 2008 en 2009. In 2010 stopte ze met basketballen.
Met Rusland werd ze zesde op het Europees Kampioenschap in 1997.

## Erelijst
- Landskampioen Rusland: 2
  - Winnaar: 2002, 2003
  - Tweede: 1997, 1999, 2000, 2001
  - Derde: 1996, 1998
- Landskampioen Oostenrijk:
  - Tweede: 2009, 2010
- Bekerwinnaar Oostenrijk: 2
  - Winnaar: 2008, 2009
  - Runner-up: 2010